# Скай-Лейк (Флорида)
Скай-Лейк (англ. Sky Lake) — переписна місцевість (CDP) в США, в окрузі Орандж штату Флорида. Населення — 7226 осіб (2020).

## Географія
Скай-Лейк розташований за координатами 28°27′38″ пн. ш. 81°23′24″ зх. д. / 28.46056° пн. ш. 81.39000° зх. д. (28.460457, -81.390067).  За даними Бюро перепису населення США в 2010 році переписна місцевість мала площу 3,29 км², з яких 3,28 км² — суходіл та 0,01 км² — водойми.

## Демографія
Згідно з переписом 2010 року, у переписній місцевості мешкали 6153 особи в 1978 домогосподарствах у складі 1425 родин. Густота населення становила 1872 особи/км².  Було 2304 помешкання (701/км²).
Расовий склад населення:
| - 63,9 % — білих - 16,6 % — чорних або афроамериканців - 2,7 % — азіатів - 0,7 % — корінних американців - 0,3 % — вихідців з тихоокеанських островів - 10,3 % — осіб інших рас |

До двох чи більше рас належало 5,4 %. Частка іспаномовних становила 52,1 % від усіх жителів.
За віковим діапазоном населення розподілялося таким чином: 24,3 % — особи молодші 18 років, 62,3 % — особи у віці 18—64 років, 13,4 % — особи у віці 65 років та старші. Медіана віку мешканця становила 36,6 року. На 100 осіб жіночої статі у переписній місцевості припадало 100,7 чоловіків;  на 100 жінок у віці від 18 років та старших — 99,7 чоловіків також старших 18 років.
Середній дохід на одне домашнє господарство  становив 47 236 доларів США (медіана — 35 071), а середній дохід на одну сім'ю — 51 402 долари (медіана — 34 907). За межею бідності перебувало 21,7 % осіб, у тому числі 27,1 % дітей у віці до 18 років та 21,1 % осіб у віці 65 років та старших.
Цивільне працевлаштоване населення становило 3005 осіб. Основні галузі зайнятості: мистецтво, розваги та відпочинок — 23,0 %, роздрібна торгівля — 18,3 %, науковці, спеціалісти, менеджери — 13,0 %, освіта, охорона здоров'я та соціальна допомога — 11,3 %.